# Новые Гончары
Новые Гончары (укр. Нові Гончарі) — село,
Князевский сельский совет,
Путивльский район,
Сумская область,
Украина.
Код КОАТУУ — 5923885804. Население по переписи 2001 года составляло 64 человека.

## Географическое положение
Село Новые Гончары находится на расстоянии в 1 км от сёл Ширяево, Старые Гончары, Щекино и Курдюмово.
По селу протекает пересыхающий ручей с запрудой.
Рядом проходит автомобильная дорога Т-1908.